# Promozione 1948-1949 (Lega Interregionale Sud)
La Lega Interregionale Sud fu l'ente della F.I.G.C. che gestì il nuovo campionato di Promozione nella stagione sportiva 1948-1949. La manifestazione fu organizzata dalla Lega Interregionale Sud avente sede a Napoli in piazza Santa Maria a Pizzofalcone 1, e fu la continuazione nei fatti, ma non nel titolo sportivo, della Serie C del Secondo dopoguerra. Nella giurisdizione della Lega ricadevano le società aventi sede nell'Italia meridionale.
La strutturazione della competizione avvenne in deroga al progetto iniziale, dato che venne creato un terzo girone nell'intento di ridurre le distanze delle trasferte e dunque le spese di spostamento. Poiché tuttavia non si volle alterare gli equilibri consolidati con le altre due leghe, il regolamento metteva in palio comunque solo 2 posti per la Serie C da disputarsi in un girone finale, mentre la retrocessione avrebbe colpito di converso solo 6 squadre, cioè due per ogni raggruppamento poiché si volle aumentare di due unità la numerosità delle partecipanti. Si deve notare come comunque a fine stagione, nell'intento generale di una riduzione dei quadri dei campionati, si deliberò il blocco dei ripescaggi.

## Girone M

### Classifica
|  | Pos. | Squadra                | Pt | G  | V  | N  | P  | GF | GS |
|  | ---- | ---------------------- | -- | -- | -- | -- | -- | -- | -- |
|  | 1.   | Juve Alfa Pomigliano   | 47 | 30 | 20 | 7  | 3  | 53 | 26 |
|  | 2.   | Casertana              | 42 | 30 | 17 | 8  | 5  | 55 | 30 |
|  | 3.   | Turris                 | 39 | 30 | 14 | 11 | 5  | 79 | 36 |
|  | 4.   | Ilva Bagnolese         | 37 | 30 | 16 | 5  | 9  | 52 | 37 |
|  | 5.   | SET Napoli             | 34 | 30 | 14 | 6  | 10 | 50 | 52 |
|  | 6.   | Frattese               | 33 | 30 | 12 | 9  | 9  | 49 | 41 |
|  | 7.   | Angri                  | 31 | 30 | 13 | 5  | 12 | 63 | 51 |
|  | 7.   | Gladiator              | 31 | 30 | 12 | 7  | 11 | 58 | 52 |
|  | 9.   | Vigor Nicastro         | 30 | 30 | 9  | 12 | 9  | 37 | 44 |
|  | 10.  | Ercolanese             | 29 | 30 | 12 | 5  | 13 | 41 | 42 |
|  | 11.  | Puteolana              | 28 | 30 | 11 | 6  | 13 | 57 | 49 |
|  | 12.  | Portici                | 25 | 30 | 9  | 7  | 14 | 47 | 57 |
|  | 13.  | Sorrento               | 22 | 30 | 6  | 10 | 14 | 34 | 46 |
|  | 14.  | Maddalonese            | 21 | 30 | 6  | 9  | 15 | 43 | 76 |
|  | 15.  | Afragolese             | 21 | 30 | 7  | 7  | 16 | 34 | 57 |
|  | 16.  | Juventus Gragnano (-1) | 9  | 30 | 4  | 2  | 24 | 21 | 77 |

Legenda:
      Ammesso alla fase finale.
      Retrocesso in Prima Divisione 1949-1950.
 Retrocessione diretta.
Note:
Due punti a vittoria, uno a pareggio, zero a sconfitta.
Afragolese retrocessa dopo aver disputato lo spareggio con la pari classificata Maddalonese.
Juventus Gragnano penalizzata con la sottrazione di 1 punto in classifica.

### Risultati

#### Spareggio salvezza
|             | Risultati |            | Luogo e data        |
| ----------- | --------- | ---------- | ------------------- |
| Maddalonese | 8-0       | Afragolese | Caserta, ?? ?? 1949 |
|             |           |            |                     |

## Girone N

### Classifica
|  | Pos. | Squadra              | Pt | G  | V  | N  | P  | GF | GS |
|  | ---- | -------------------- | -- | -- | -- | -- | -- | -- | -- |
|  | 1.   | Biscegliese          | 38 | 28 | 17 | 4  | 7  | 47 | 24 |
|  | 2.   | Ariano               | 38 | 28 | 16 | 6  | 6  | 46 | 32 |
|  | 3.   | Manduria             | 38 | 28 | 14 | 10 | 4  | 53 | 19 |
|  | 4.   | Molfetta             | 35 | 28 | 15 | 5  | 8  | 55 | 30 |
|  | 4.   | Audace Monopoli      | 35 | 28 | 16 | 3  | 9  | 50 | 30 |
|  | 6.   | Incedit              | 32 | 28 | 12 | 8  | 8  | 42 | 27 |
|  | 7.   | Barletta             | 31 | 28 | 11 | 9  | 8  | 38 | 38 |
|  | 8.   | Campobasso           | 27 | 28 | 12 | 3  | 13 | 39 | 40 |
|  | 8.   | San Pietro Vernotico | 27 | 28 | 12 | 3  | 13 | 39 | 43 |
|  | 10.  | Armando Diaz         | 25 | 28 | 10 | 5  | 13 | 41 | 45 |
|  | 11.  | Toma Maglie          | 22 | 28 | 8  | 6  | 14 | 38 | 53 |
|  | 11.  | Bitonto              | 22 | 28 | 7  | 8  | 13 | 32 | 47 |
|  | 13.  | Audace Cerignola     | 21 | 28 | 8  | 5  | 15 | 27 | 46 |
|  | 14.  | Corato               | 20 | 28 | 6  | 8  | 14 | 24 | 55 |
|  | 15.  | San Severo (-2)      | 7  | 28 | 3  | 3  | 22 | 14 | 56 |

Legenda:
      Ammesso alla fase finale.
      Retrocesso in Prima Divisione 1949-1950.
Note:
Due punti a vittoria, uno a pareggio, zero a sconfitta.
San Severo penalizzato con la sottrazione di 2 punti in classifica.

### Qualificazioni alle finali promozione

#### Classifica
|  | Pos. | Squadra     | Pt | G | V | N | P | GF | GS |
|  | ---- | ----------- | -- | - | - | - | - | -- | -- |
|  | 1.   | Biscegliese | 3  | 2 | 1 | 1 | 0 | 1  | 0  |
|  | 2.   | Ariano      | 2  | 2 | 1 | 0 | 1 | 1  | 1  |
|  | 3.   | Manduria    | 1  | 2 | 0 | 1 | 1 | 0  | 1  |

Legenda:
      Ammesso alle finali.
Note:
Due punti a vittoria, uno a pareggio, zero a sconfitta.

#### Risultati
|             | Risultati |             | Luogo e data                  |  |
| ----------- | --------- | ----------- | ----------------------------- |  |
| Biscegliese | 1-0       | Ariano      | Foggia, 9 giugno 1949         |  |
| Manduria    | 0-0       | Biscegliese | Lecce, 12 giugno 1949         |  |
| Ariano      | 1-0       | Manduria    | Palo del Colle 16 giugno 1949 |  |
|             |           |             |                               |  |

## Girone O

### Classifica
|  | Pos. | Squadra               | Pt | G  | V | N | P | GF | GS |
|  | ---- | --------------------- | -- | -- | - | - | - | -- | -- |
|  | 1.   | Marsala               | 38 | 28 |   |   |   |    |    |
|  | 2.   | Agrigento             | 36 | 28 |   |   |   |    |    |
|  | 2.   | Nissena               | 36 | 28 |   |   |   |    |    |
|  | 4.   | Licata                | 35 | 28 |   |   |   |    |    |
|  | 5.   | Termini               | 34 | 28 |   |   |   |    |    |
|  | 6.   | Caltagirone           | 32 | 28 |   |   |   |    |    |
|  | 6.   | Enna                  | 32 | 28 |   |   |   |    |    |
|  | 8.   | Notinese              | 30 | 28 |   |   |   |    |    |
|  | 9.   | Palmese               | 28 | 28 |   |   |   |    |    |
|  | 10.  | Canicattì             | 27 | 28 |   |   |   |    |    |
|  | 11.  | Spadaforese           | 26 | 28 |   |   |   |    |    |
|  | 12.  | Sciacca               | 21 | 28 |   |   |   |    |    |
|  | 13.  | Folgore Castelvetrano | 20 | 28 |   |   |   |    |    |
|  | 14.  | Vittoria              | 18 | 28 |   |   |   |    |    |
|  | 15.  | Gioiese               | 4  | 28 |   |   |   |    |    |

Legenda:
      Ammesso alla fase finale.
      Retrocesso in Prima Divisione 1949-1950.
Note:
Due punti a vittoria, uno a pareggio, zero a sconfitta.

## Finali di Lega

### Classifica finale
|  | Pos. | Squadra              | Pt | G | V | N | P | GF | GS |
|  | ---- | -------------------- | -- | - | - | - | - | -- | -- |
|  | 1.   | Juve Alfa Pomigliano | 3  | 2 | 1 | 1 | 0 | 2  | 1  |
|  | 2.   | Marsala              | 2  | 2 | 0 | 2 | 0 | 2  | 2  |
|  | 3.   | Biscegliese          | 1  | 2 | 0 | 1 | 1 | 1  | 2  |

Legenda:
      Promosso in Serie C 1948-1949.
Note:
Due punti a vittoria, uno a pareggio, zero a sconfitta.

### Risultati
|             | Risultati |             | Luogo e data              |  |
| ----------- | --------- | ----------- | ------------------------- |  |
| Juve Alfa   | 1-1       | Marsala     | Catania, 19 giugno 1949   |  |
| Biscegliese | 1-1       | Marsala     | Catanzaro, 26 giugno 1949 |  |
| Juve Alfa   | 1-0       | Biscegliese | Potenza, 3 luglio 1949    |  |
|             |           |             |                           |  |